# Viktor N. Kolbanovsky
Viktor Nikolaevich Kolbanovsky (em russo: Виктор Николаевич Колбановский, transcrição:Viktor Nikolayevich Kolbanovskiy), nascido em Vitebsk, 15 de janeiro de 1902 (ou 02 de janeiro de 1902, no calendário juliano ), e falecido em Moscou, 13 de outubro de 1970, foi um médico, psicólogo, editor e filósofo soviético. Foi aluno de Pyotr Gannushkin e Grigory Rossolimo.

## Biografia
Nasceu na família de um contador . Logo ele e sua família se mudaram para Yaroslavl, onde estudou no ginásio. Em 1917 foi convocado para o Exército Vermelho e logo mobilizado para a Guerra Civil . Durante uma das batalhas, ele recebeu uma concussão cerebral muito grave, da qual sofreu durante toda a vida.
Após o fim da Guerra Civil, em 1922 ingressou no 1º Instituto Médico de Moscou, onde se formou em 1927. Após a formatura, trabalhou como residente na clínica de doenças nervosas e como professor associado no 1º Instituto Médico de Moscou.
Em 1929 ingressou no Instituto de Professores Vermelhos, onde se formou em 1932. Depois de se formar no instituto, foi eleito diretor do Instituto de Psicologia de Moscou e ocupou esse cargo até 1937.
Por meio de seu artigo “A chamada psicotécnica”, publicado em 1936, onde a psicotécnica é acusada de ser uma " pseudociência", e de revelar "ignorância", uma "hostilidade orgânica ao marxismo" e de constituir "um meio poderoso da exploração capitalista", Kolbanovsky deu o golpe final que liquidou este ramo da psicologia  .
Faleceu em 1970 de um tumor cerebral inoperável devido a uma contusão crônica. Ele foi enterrado no Cemitério Donskoye .

## Vida pessoal
Viktor Kolbanovsky era casado. Seu filho Varlen Viktorovich Kolbanovsky (1926-2014) foi um famoso sociólogo e filósofo russo, candidato em ciências filosóficas, pesquisador líder do Instituto de Ciências da Academia Russa de Ciências.

## Literatura
- Chikin S. Ya. Médicos-filósofos. - M.: Medicina, 1990. - 384 pág.
- Platonov K.K., Meus encontros pessoais na grande estrada da vida (Memórias de um antigo psicólogo) (em russo) , M.: Instituto de Psicologia RAS, 2005, pp .194-204, ISBN 5-9270-0055-X

## Links
- Uma biografia detalhada contada por seu filho (em russo)  .